# アメリカ合衆国連邦最高裁判所判例の一覧
アメリカ合衆国連邦最高裁判所判例の一覧（アメリカがっしゅうこくれんぽうさいこうさいばんしょはんれいのいちらん）は、アメリカ合衆国連邦最高裁判所が判決した判例の一覧である。アメリカ最高裁は近年は保守的な傾向にあり、表現の自由を重視する判例動向があるとされる。

## 判例

### 経済
| 日時          | 名前                                      | 判決内容                                                   | 票差 |
| ------------- | ----------------------------------------- | ---------------------------------------------------------- | ---- |
| 1946年5月27日 | アメリカ証券取引委員会対W. J. Howey社事件 | 1933年の証券法が定める投資契約を定義。                     | 7-1  |
| 1972年6月19日 | カート・フラッド事件                      | セントルイス・カージナルスは反トラスト法に違反していない。 | 5-3  |

### 国籍
| 日時         | 名前             | 判決内容                           | 票差 |
| ------------ | ---------------- | ---------------------------------- | ---- |
| 1952年6月2日 | 川北対合衆国事件 | 二重国籍者にも反逆罪が適用される。 | 4-3  |

### 死刑
| 日時          | 名前                       | 判決内容                                               | 票差 |
| ------------- | -------------------------- | ------------------------------------------------------ | ---- |
| 1977年6月29日 | コーカー対ジョージア州事件 | 成人に対するレイプ犯罪に対し死刑を言い渡す法律は違憲。 | 6-3  |
| 2008年6月25日 | ケネディ対ルイジアナ州事件 | 子供に対するレイプ犯罪に対し死刑を言い渡す法律は違憲。 | 5-4  |

### 司法
| 日時           | 名前                             | 判決内容                                                                                           | 票差 |
| -------------- | -------------------------------- | -------------------------------------------------------------------------------------------------- | ---- |
| 1793年2月18日  | チザム対ジョージア州事件         | 個人は州を連邦裁判所に訴えることができる。                                                         | 4-1  |
| 1803年2月24日  | マーベリー対マディソン事件       | 合衆国最高裁は違憲審査を行う権限を持つ。                                                           | 4-0  |
| 1901年5月27日  | ダウンズ対ビドウェル事件         | 州ではない領土はアメリカ合衆国憲法の支配が及ばない。                                               | 5-4  |
| 1948年12月20日 | 広田判例                         | 連合軍に参加しているアメリカ合衆国軍に拘束されている人物は、アメリカ合衆国の司法権が及ばない。     | 6-1  |
| 1966年6月13日  | ミランダ対アリゾナ州事件         | 警察官は容疑者の逮捕時に「ミランダ警告」と呼ばれる一連の警告を容疑者に対して行わなければならない。 | 5-4  |
| 1969年5月19日  | リアリー対合衆国裁判             | 自己負罪を犯罪成立の要件とした法律は違憲。                                                         | 9-0  |
| 2003年6月26日  | ストグナー対カリフォルニア州事件 | 時効が満了した未成年者に対する性犯罪を遡及して起訴できるようにする法律は違憲。                     | 5-4  |

### 信教・表現・結社の自由
| 日時           | 名前                                                                                       | 判決内容 | 票差 |
| -------------- | ------------------------------------------------------------------------------------------ | --- | ---- |
| 1919年3月3日   | シェンク対アメリカ合衆国事件                                                               | 徴兵に対する批判は明白かつ現在の危険を及ぼしているため、合衆国憲法修正第1条が規定する表現の自由の保護を受けない。                                             | 9-0  |
| 1947年2月10日  | エバーソン対教育委員会事件                                                                 | 合衆国憲法に規定されている国教の樹立を禁止する法律は連邦だけでなく州に対しても適用される。                                                                    | 5-4  |
| 1949年5月16日  | テルミニエロ対シカゴ市事件                                                                 | 公衆の怒りや混乱を引き起こしたりする表現を禁止する条例は違憲。                                                                                                | 5-4  |
| 1952年5月26日  | ジョゼフ・バースティン社対ウィルソン事件                                                   | 映画は合衆国憲法修正第1条で保護される。 | 9-0  |
| 1966年3月21日  | メモワール判決                                                                             | 小説『ファニー・ヒル』は猥褻にあたらない。 | 6-3  |
| 1967年5月8日   | レッドラップ対ニューヨーク州事件                                                           | 不本意な人物に読むことを強いていない性的な文章表現は表現の自由の保護を受ける。                                                                                | 7-2  |
| 1969年4月7日   | スタンリー対ジョージア州事件                                                               | 猥褻なものを私的所有することを禁止する法律は違憲。 | 9-0  |
| 1969年6月8日   | ブランデンバーグ対オハイオ州事件                                                           | 差し迫った犯罪行為を生じせしめるような扇動にはあたらない、暴力的な表現を禁止する法律は違憲。                                                                  | 8-0  |
| 1971年6月28日  | レモン対カーツマン事件                                                                     | 政府の政策は世俗的でなければならない。 | 7-2  |
| 1972年6月26日  | コイス対ウィスコンシン州事件                                                               | 記事と関連性のあるヌード写真を新聞に掲載することは罪にあたらない。                                                                                            | 9-0  |
| 1973年6月21日  | ミラー対カリフォルニア州事件                                                               | わいせつを定義。 | 5-4  |
| 1973年11月19日 | ヘス対インディアナ州事件                                                                   | 期限が明確にされていない将来の違法行為を主張するにすぎなかったヘスの発言は、修正第1条によって保護される。                                                     | 6-3  |
| 1975年6月23日  | エルズノズニック対ジャクソンビル市事件                                                     | 裸を含む映画をドライブインシアターで上映することを禁止する法律は違憲。                                                                                        | 6-3  |
| 1977年6月14日  | アメリカ国家社会党対スコーキー村事件                                                       | 合衆国憲法修正第1条が争点となる事件において、上級審で控訴人の申し立てを即座に審理しないならば、下級審で出された表現及び集会の自由を制限する命令は停止される。 | 5-4  |
| 1982年7月2日   | ニューヨーク州対ファーバー事件                                                             | 実在の人物が使用されている児童ポルノを頒布することを禁止する法律は合憲。                                                                                      | 9-0  |
| 1988年2月24日  | ハスラー・マガジン対ファルウェル事件                                                       | 公人は自分が近親相姦に耽っていると雑誌にパロディとして描かれたことで精神的苦痛を受けたとしても、雑誌に対して損害賠償を請求することができない。                | 8-0  |
| 1989年6月21日  | テキサス州対ジョンソン事件                                                                 | 冒涜する目的でアメリカ合衆国の国旗を焼却することを禁止する法律は違憲。                                                                                        | 5-4  |
| 1989年6月23日  | セーブル・コミュニケーションズ・オブ・カリフォルニア対FCC事件                              | いかがわしい性的表現は保護されるため、子供の保護を理由に成人のみを対象とした、いかがわしい性的表現を禁止する法律は違憲。                                      | 6-3  |
| 1990年6月11日  | アメリカ合衆国対アイクマン事件                                                             | 国旗を冒涜する個人の利益は、国旗の冒涜を禁止する政府の利益を上回っている。                                                                                    | 5-4  |
| 1992年6月22日  | R.A.V.対セントポール市事件                                                                 | ヘイトスピーチを禁止する法律は、内容に基づく表現規制にあたるため違憲。                                                                                        | 9-0  |
| 1995年6月19日  | ハーレー対ボストンのアイルランド系アメリカ人ゲイ、レズビアンとバイセクシュアルグループ事件 | 公共デモの主催者たる民間人は、自らが発信を希望するメッセージを伝えるために、デモの参加者を取捨選択できる。                                                    | 9-0  |
| 1997年6月26日  | レノ対アメリカ自由人権協会事件                                                             | インターネット上において、いかがわしい性的表現を行うことを禁止する法律は違憲。                                                                                | 7-2  |
| 2000年5月22日  | アメリカ合衆国対プレイボーイ・エンターテインメント・グループ・インク事件                   | 性的なコンテンツを扱う番組に過大な配慮を求める法律は、内容に基づく表現規制にあたるため違憲。                                                                  | 5-4  |
| 2000年6月28日  | ボーイスカウトアメリカ連盟対デール事件                                                     | 同性愛者が団体に加入することによって、団体が発信を意図するメッセージが損なわれるならば、同性愛者の加入を拒否する行為は罪にあたらない。                        | 5-4  |
| 2002年4月16日  | アシュクロフト対表現の自由連合裁判                                                         | 架空の児童を描いた、バーチャル児童ポルノの表現と所持を禁止する法律は違憲。                                                                                    | 6-3  |
| 2004年6月29日  | アシュクロフト対アメリカ自由人権協会事件                                                   | 児童オンライン保護法は違憲。 | 5-4  |
| 2010年1月21日  | シチズンズ・ユナイテッド対FEC裁判                                                          | 選挙期間中に、テレビでコマーシャルを流すことを禁止する法律は違憲。                                                                                            | 5-4  |
| 2011年3月2日   | スナイダー対フェルプス事件                                                                 | 葬儀会場の近辺で、公共の関心事について攻撃的なピケを張る行為は罪にあたらない。                                                                                | 8-1  |
| 2011年6月27日  | ブラウン対エンターテインメント商業協会事件                                                 | 暴力的なコンピュータゲームを、子供に販売することを禁止する法律は違憲。                                                                                        | 7-2  |
| 2017年6月19日  | パッキンガム対ノースカロライナ州事件                                                       | 性犯罪の前歴者のソーシャル・ネットワーキング・サイト利用を禁止する法律は違憲。                                                                                | 8-0  |
| 2017年6月19日  | マタル対タム事件                                                                           | 侮蔑的な言葉の商標登録を禁止するランハム法の規定は違憲。 | 8-0  |
| 2018年6月4日   | マスターピース・ケーキショップ対コロラド州公民権委員会事件                                 | 宗教に敵対的な当局によって取り締まられた、同性婚を祝うケーキの提供を拒否した店主の行動は、罪にあたらない。                                                    | 7-2  |
| 2019年6月24日  | イアンク対ブルネッティ事件                                                                 | 「不道徳」または「スキャンダラス」な言葉の商標登録を禁止するランハム法の規定は違憲。                                                                          | 6-3  |
| 2021年6月17日  | フルトン対フィラデルフィア市事件                                                           | フィラデルフィア市が、カトリック系福祉団体が宗教的理由で同性カップルを里親と認めないことを理由に、カトリック系福祉団体を里親斡旋制度から排除することは違憲。  | 9-0  |
| 2023年6月30日  | 303クリエイティブLLC対エレニス事件                                                         | 同性婚に賛同しない者に同性婚を祝うデザインを作成するよう強制する州法は違憲。                                                                                  | 6-3  |

### 人工妊娠中絶
| 日時          | 名前                               | 判決内容                                     | 票差 |
| ------------- | ---------------------------------- | -------------------------------------------- | ---- |
| 1973年1月22日 | ロー対ウェイド事件                 | 人工妊娠中絶の施術を禁止する法律は違憲。     | 7-2  |
| 2022年6月24日 | ドブス対ジャクソン女性健康機構事件 | 人工妊娠中絶の権利は憲法で保障されていない。 | 6-3  |

### 選挙
| 日時           | 名前                   | 判決内容 | 票差 |
| -------------- | ---------------------- | --- | ---- |
| 1964年6月15日  | レイノルズ対シムズ事件 | 各選挙区の人口は同水準でなければならない。 | 7-2  |
| 2000年12月12日 | ブッシュ対ゴア事件     | 投票の数え直しを限られた時間で手作業で行うことは、各自治体間で差異が生まれることから、合衆国憲法修正第14条が規定する平等保護条項に反している。 | 7-2  |

### 平等権
| 日時           | 名前                                               | 判決内容 | 票差 |
| -------------- | -------------------------------------------------- | --- | ---- |
| 1857年3月6日   | ドレッド・スコット対サンフォード事件               | アフリカ人の子孫はアメリカ合衆国の市民ではないため、訴訟を提起する権利を持たない。                                       | 7-2  |
| 1896年5月18日  | プレッシー対ファーガソン裁判                       | 人種によって空間を分離する法律は合憲。                                                                                   | 7-1  |
| 1944年12月18日 | コレマツ対アメリカ合衆国事件                       | 戦時における日系アメリカ人の強制収容は合憲。                                                                             | 6-3  |
| 1954年5月17日  | ブラウン対教育委員会裁判                           | 各々に与えられた空間の質が本質的に不平等なため、人種によって空間を分離する政策は、平等保護条項に反している。             | 9-0  |
| 1967年6月12日  | ラヴィング対ヴァージニア州裁判                     | 異人種間結婚を禁止する法律は違憲。                                                                                       | 9-0  |
| 2003年6月23日  | ローレンス対テキサス州事件                         | 同性間の性行為を禁止する法律は違憲。                                                                                     | 6-3  |
| 2014年4月22日  | シュッテ対アファーマティブ・アクション防護連合事件 | 公立大学に対し、入学選考において人種や性別を考慮してアファーマティブ・アクションを行うことを禁じるミシガン州憲法は合憲。 | 6-2  |
| 2015年6月26日  | オーバーグフェル対ホッジス裁判                     | 同性婚を禁止する法律は違憲。                                                                                             | 5-4  |
| 2023年6月29日  | 公平な入学選考を求める学生たち対ハーバード事件     | 人種を考慮して大学入学選考をするアファーマティブ・アクションは違憲。                                                     | 6-2  |